# Unplugged (альбом Джордана Рудесса)
Unplugged — альбом Джордана Рудесса, вышедший в 2006 году.

## Об альбоме
Unplugged компиляция неизданных записей с сессий записи альбома «Listen». Основная часть альбома содержит инструментальные композиции, сыгранные на фортепиано. В дополнение к этому, альбом содержит три бонусных композиции на синтезаторах.

## Список композиций
1. Heaven Knows — 5:46
2. Sailing — 8:19
3. In A Letter To You — 6:49
4. Our Time Together — 5:05
5. Impressions — 7:53
6. The Walk — 5:40
7. Your Smiles — 3:56
8. Illuminated — 4:26
9. All For The Best — 5:11
10. Sea Gull Glide — 5:26
11. In Flight — 3:21
12. Shed My Worries — 7:05

## Участники записи
- Jordan Rudess — пианино, синтезаторы